# Sachsenhain

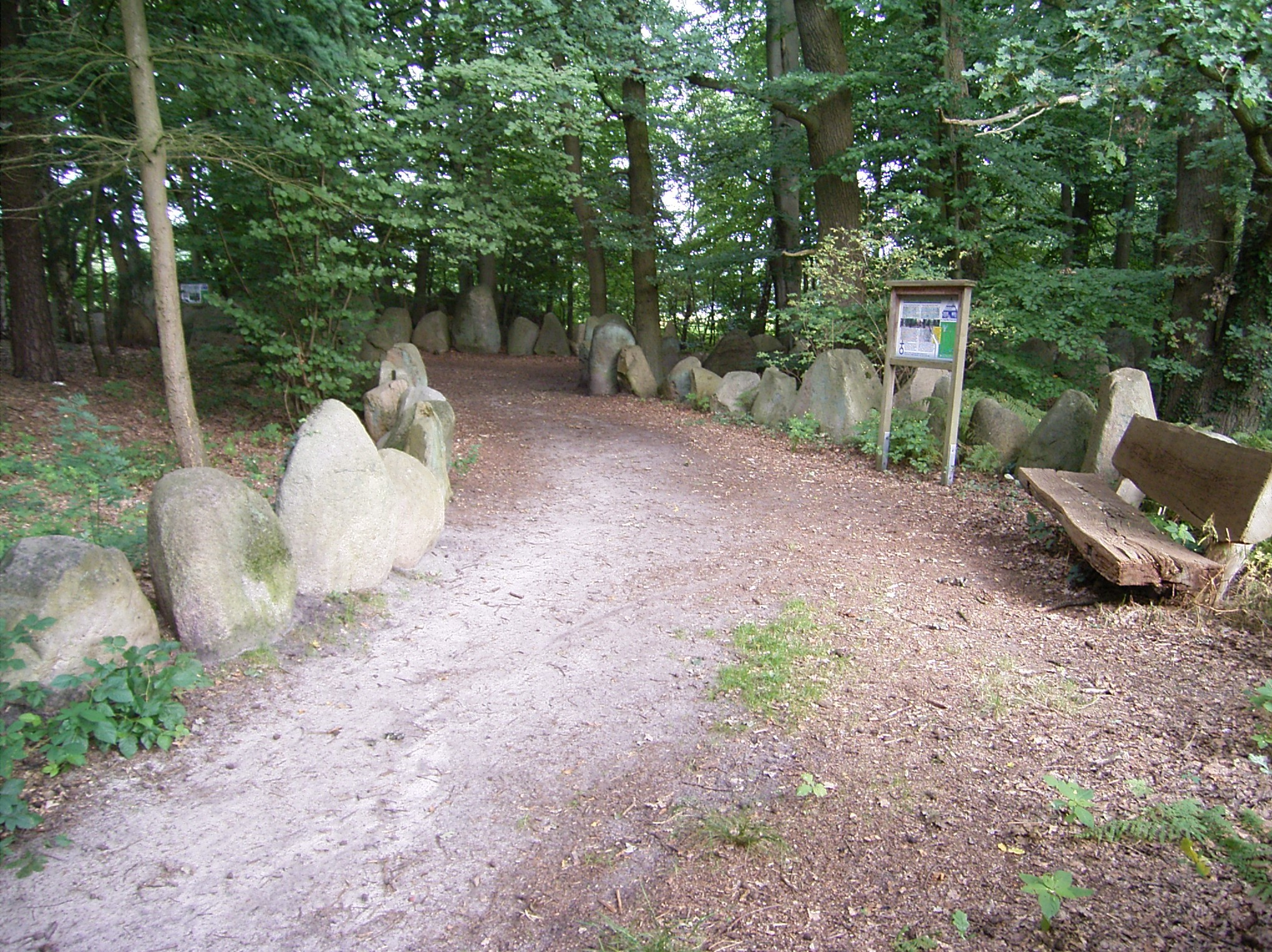
Het Sachsenhain-monument

Sachsenhain (Duits: heilig bos van de Saksen), is de naam van een in Adolf Hitlers Derde Rijk ontstaan monument ter gedachtenis aan het bloedbad van Verden (782), waarbij 4.500 Saksen zouden zijn vermoord door troepen van Karel de Grote. Dit zou een represaille voor een eerdere Saksische opstand zijn geweest.
Het complex bevindt zich bij Dauelsen, gemeente Verden, ten westen van de spoorlijn naar Bremen.
Kernpunt is, dat de Saksen door de Franken onder Karel de Grote gedwongen waren, zich tot het niet-Germaanse christendom te bekeren en hun oude Germaanse religie op te geven, en dat degenen die dat weigerden, onderdrukt, vervolgd en zelfs vermoord werden. Het (waarschijnlijk ten minste gedeeltelijk als historisch feit te beschouwen) bloedbad van Verden is een voorbeeld van dit laatste. De nazi's zagen een parallel tussen dit feit en het Verdrag van Versailles (1919), waarin Frankrijk en de andere geallieerden na de Eerste Wereldoorlog aan Duitsland zware vredesbetalingen hadden opgelegd.
De antichristelijke gedenkplaats werd in 1934 in opdracht van de chef-ideoloog van de NSDAP, Alfred Rosenberg en de Forschungsgemeinschaft Deutsches Ahnenerbe door de Reichsarbeitsdienst aangelegd. De leidende tuinarchitecten waren Wilhelm Hübotter en Karl Dröge.

Panorama

Tussen 1934 en 1936 gaf Reichsführer SS Heinrich Himmler voor de ovale Sachsenhain opdracht om 4.500 zwerfstenen bijeen te brengen en langs een twee kilometer lange en 6 meter brede rondweg op te stellen, één voor ieder van de 4.500 heidense Saksen, die in 782 waren omgebracht door Karel de Grotes mannen.
Onder de bijeengebrachte zwerfstenen bevinden zich ook runen- en offerstenen, waaruit men kan concluderen, dat verscheidene hunebedden uit de tijd van de trechterbekercultuur (3200-2500 v.C.) en ook latere, mogelijk zelfs Oud-Germaanse monumenten, door deze actie onherstelbaar werden beschadigd. Aan 4.500 zwerfstenen kwam men niet toe, daarom werden ook gewone brokken puin ingevoegd.
Aan de zuidkant werden twee kansels opgericht, die uitzien op een groot grasveld, de zogenaamde Thingplatz (dingplaats). Overigens is deze locatie nimmer een echte dingplaats geweest. Aan de noordzijde van het terrein werden 5 oude Nedersaksische vakwerkhuizen, die elders waren verwijderd, heropgebouwd en aan de SS als opleidingslocatie ter beschikking gesteld. Daarbij zijn begin 1945 nog gevangenen uit concentratiekamp Neuengamme ingezet. Het middenterrein was een exercitieterrein voor de SS.
Op 21 juni 1935 werd het complex ingewijd met een zonnewendefeest, hoewel het nog niet gereed was. Daarbij waren Rosenberg, Himmler en Reichsbauernführer en SS-kopstuk Walther Darré aanwezig.
Na de Tweede Wereldoorlog woonden enige tijd Heimatvertriebene in de vijf grote huizen. Vanaf 1950 pachtte een evangelisch-lutherse jongerenorganisatie de huizen van de Britse bezettingsautoriteiten. In 1956 kocht de evangelisch-lutherse Landeskirche Hannover het terrein. Deze kerk heeft daar sindsdien de „Evangelische Jugendhof Sachsenhain“, een scholings- en vergadercentrum met camping. In 1966 werd er een moderne kapel bijgebouwd. In 1976 werd het complex na een grote brand gerenoveerd. De kerk beoogt, het terrein als enerzijds gedenkplaats voor genocide, anderzijds ontwikkelingslocatie voor door verdraagzaamheid gekenmerkt gedachtegoed te gebruiken. In de 21e eeuw heeft de locatie zich ook ontwikkeld als duurzaam vakantieoord voor groepen als schoolklassen, scoutinggroepen, zangkoren e.d.. 
De met de zwerfstenen omzoomde rondweg bij deze EJH is vrij toegankelijk. Hier komen zowel toeristen op af, als aanhangers van neo-paganistische groeperingen, en ook neo-nazi's.